# Bölükbaşı
Bölükbaşı ist ein türkischer männlicher Vorname und Familienname. Als osmanischer Titel hatte Bölükbaşı die Bedeutung „Scharführer“.

## Namensträger

### Familienname
- Bülent Bölükbaşı (* 1976), türkischer Fußballspieler
- Cem Bölükbaşı (* 1998), türkischer Automobilrennfahrer
- Deniz Bölükbaşı (* 1949), türkischer Diplomat und Politiker
- İbrahim Bölükbaşı (* 1990), türkischer Ringer
- Mehmet Bölükbaşı (* 1978), türkischer Fußballspieler
- Osman Bölükbaşı (1913–2002), türkischer Politiker
- Rıza Tevfik Bölükbaşı (1869–1949), türkischer Politiker, Philosoph und Dichter
- Zerrin Bölükbaşı (* 1922), türkische Bildhauerin